# جامعة ميريت
جامعة ميريت هي جامعة خاصة تقع بمنطقة الكوامل بسوهاج الجديدة بمحافظة سوهاج بصعيد مصر مملوكة لشركة المنارة للاستثمار والتنمية وتضم أحد عشر كلية.

## التسمية
يرجع تسمية الجامعة بـ (ميريت) باللغة الإنجليزية، والتي تعني التميز والجدارة"، إلى مدلول تاريخي وهو الأميرة ميريت آمون، البنت الرابعة للملك رمسيس الثاني.

## النشأة
أصدر الرئيس عبد الفتاح السيسى القرار رقم 8 لسنة 2019، بشأن إنشاء جامعة خاصة باسم «جامعة ميريت»،  وذلك بعد أن وافق عليها مجلس الوزراء.
ووافقت هيئة المجتمعات العمرانية على تخصيص 32 فدانًا لشركة المنارة للاستثمار والتنمية بسوهاج، لانشاء أول جامعة خاصة مقرها مدينة سوهاج الجديدة “الكوامل” لخدمة أبناء الصعيد.
ووفقاً للقرار المنشور بالجريدة الرسمية:
| جامعة ميريت | تنشأ جامعة مصرية خاصة تسمى جامعة ميريت، تكون لها شخصية اعتبارية خاصة، ويكون مقرها منطقة الجامعات والمعاهد بمدينة سوهاج الجديدة، بمحافظة سوهاج، ولا يكون غرضها الأساسي تحقيق الربح. | جامعة ميريت |

## الموقع الجغرافي
تقع الجامعة في مدينة سوهاج الجديدة بصعيد مصر، وهي من أهم محافظات مصر. وقد تم إنشاء الجامعة على مساحة حوالي 150.000 متر مربع.

## أهداف الجامعة
وتهدف الجامعة إلي الإسهام في رفع مستوي التعليم والبحث العلمي وتوفير التخصصات العلمية لإعداد المتخصصين والفنيين والخبراء في شتي المجالات، بما يحقق الربط بين أهدافها واحتياجات المجتمع المتطور، وأدباء الخدمات البحثية للغير، وعلي الجامعة أن توفر أحدث الأجهزة المتطورة، وأن تعمل علي توثيق الروابط العلمية والثقافية مع الجامعات والهيئات العلمية، مستفيدة في ذلك بما حققته الدول المتقدمة باستخدامها أحدث التطورات والأساليب الأكاديمية.
- المساهمة في البناء العلمي والمهني للشباب في التخصصات المختلفة وتأهيل الطلاب للحصول علي الدرجات الجامعية الأولي وكذلك درجات الدراسات العليا.
- المساهمة في البناء الخلقي والقيمي للطالب بما يؤدى الي إعداد مواطنين صالحين وفعالين للاندماج والبناء في المجتمع.
- تنميـة المعرفة الإنسانية من خلال إجراء ونشر البحوث العلمية النظرية والتطبيقية.
- خدمة المجتمع من خالل بحث مشكالته واقتراح الحلول الفعالة لها.
- الكشف عن الفرص المتاحة بالمجتمع للاستثمار والتنمية وتبني الابتكارات وتشجيع المخترعين ودعم ريادة الأعمال.
- تقديم أنشطة الخدمة العامة بالمجتمع علي اختلاف أنواعـــها وحسب الاحتيــاجات الفعلية، بما في ذلك كل أعمال التنوير الثقافي.

## مباني الجامعة

### المبنى الرئيسي للجامعة
وتقدر المساحة المخصصة لهذه المباني حوالي (2) فدان ويتكون من:
- المبني إلإداري للجامعة
- المكتبة المركزية
- المسرح ومركز الإجتماعات

### الملاعب والمباني الملحقة بها
وتتكون من:
- منطقة ملاعب
- مبني خدمات لمنطقة الملاعب
- صالة جيم

### المباني الخدمية للجامعة
وتتكون من:
- المسجد صغير في السرداب
- المدينة الطلابية
- الحدائق والكافيتيريات

## الكليات
- كلية الطب البشري
- كلية الصيدلة
- كلية العلاج الطبيعي

## حادثة رسوب 267 طالب
تلقي الطلاب خبر صادم من الجامعة حيث تم رسوب 267 طالب بكلية علاج طبيعي في 6 مواد بينما نجح 33 طالب فقط، كما نظم الطلاب وقفة الأحتجاجية أمام الجامعة لهذا التصرف الغريب واتهام الطلاب لأدارة الجامعة برسوبهم لكي يتحصلوا علي مبالغ مالية مقابل المواد التي رسيت بها الطلاب وايضا كان هناك حالات اغماء بين الطالبات ومشادات كلامية مع هيئة التدريس والعاملين.